# Kraßnitz, Weitensfeld im Gurktal
Kraßnitz je naselje v Občini Weitensfeld im Gurktal v Okraju Šentvid ob Glini na Koroškem v Avstriji.